# 穗高站
穗高站（日语：／ Hotaka eki */?）是位於長野縣安曇野市穗高5944號，東日本旅客鐵道（JR東日本）的大糸線車站。車站編號是32。
此站是安曇野觀光據點車站，同時為特急列車停車站。在安曇野市內最多人使用的車站。

## 歷史
- 1915年（大正4年）
  - 7月15日：信濃鐵道（日语：信濃鉄道） 柏矢町站至此站之間開通，此站啟用[2]。為旅客和貨物車站。
  - 8月8日：此站至有明站之間開通[2][6]。
- 1926年（大正15年）1月8日：信濃鐵道全線電氣化，旅客列車使用電動列車[6]。
- 1937年（昭和12年）6月1日：信濃鐵道被國有化，成為大糸南線[7]。
- 1940年（昭和15年）9月：現時的車站大樓落成啟用[1]。
- 1957年（昭和32年）8月15日：中土站至小瀧站之間開通，全線開通並改名為大糸線[6]。
- 1960年（昭和35年）9月：松本站至信濃大町站之間的貨物列車電氣化[8]。
- 1980年（昭和55年）1月31日：結束貨物起卸業務。
- 1987年（昭和62年）4月1日：伴隨國鐵分割民營化，車站由東日本旅客鐵道（JR東日本）營運[9][10]。
- 1988年（昭和63年）1月：開設穗高美術館[1][11]。
- 2010年（平成22年）3月：車站大樓外觀進行改裝[1]。
- 2017年（平成29年）
  - 4月19日：綠色窗口結束營業[4]。
  - 6月：由直營車站變為業務委託車站[4]。

## 車站構造
車站是一座地面車站，設有1面2線島式月台，可進行列車交會。車站大樓與1號月台北邊之間設有站內平交道連接。另外，在車站大樓側設有敷設柏油路的引込線。
由於車站月台是建於大型彎位上，因此此站設有車長專用熒幕監察月台情況，也設有自動廣播提醒乘客。由於此站設有特急「梓」停站，月台經過延長，部分月台提高交度。使1號月台可容納8卡編成。大糸線會設有9卡編成的「梓」（E257系）會使用2號月台（不論上行和下行），在{{Translink|ja|2010年代のJRダイヤ改正#3月13日|2010年代JR時間表修正#3月13日|2010年3月13日時間表修正前，「超級梓」（E351系）在大糸線內會以8卡編成運行，因此可使用1號月台。在其他列車中，普通列車原則上上行列車使用1號月台，下行列車使用2號月台。從此站出發的列車中，1班上行普通列車會使用2號月台出發。
此站是由豐科站管理的簡易委託車站，委托長鐵開發負責車站業務。車站大樓內設有指定席售票機和自動售票機。此站沒有Kiosk等商店。車站大樓的外觀彷照穗高神社。車站鄰接穗高美術館。
截至2010年，從此站出發的列車每日只有3班（上行1班／下行2班）。
另外，此站設有發車鐘（在大糸線內，設有相同的設備包括信濃大町站、信濃森上站和南小谷站。梓橋站也設置該設施，但是只限上行3卡編成以上的班次）。

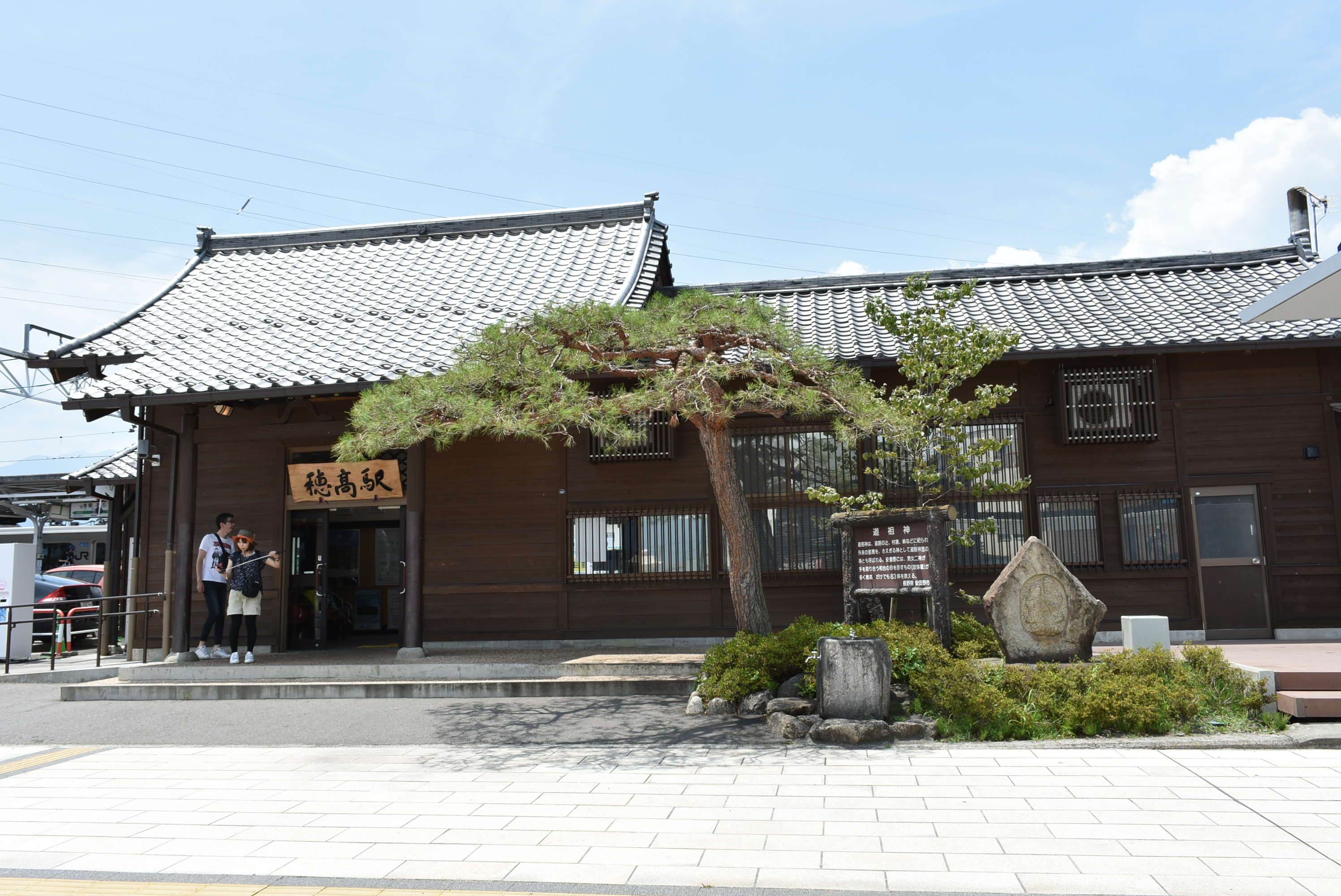
車站大樓（2018年7月21日）
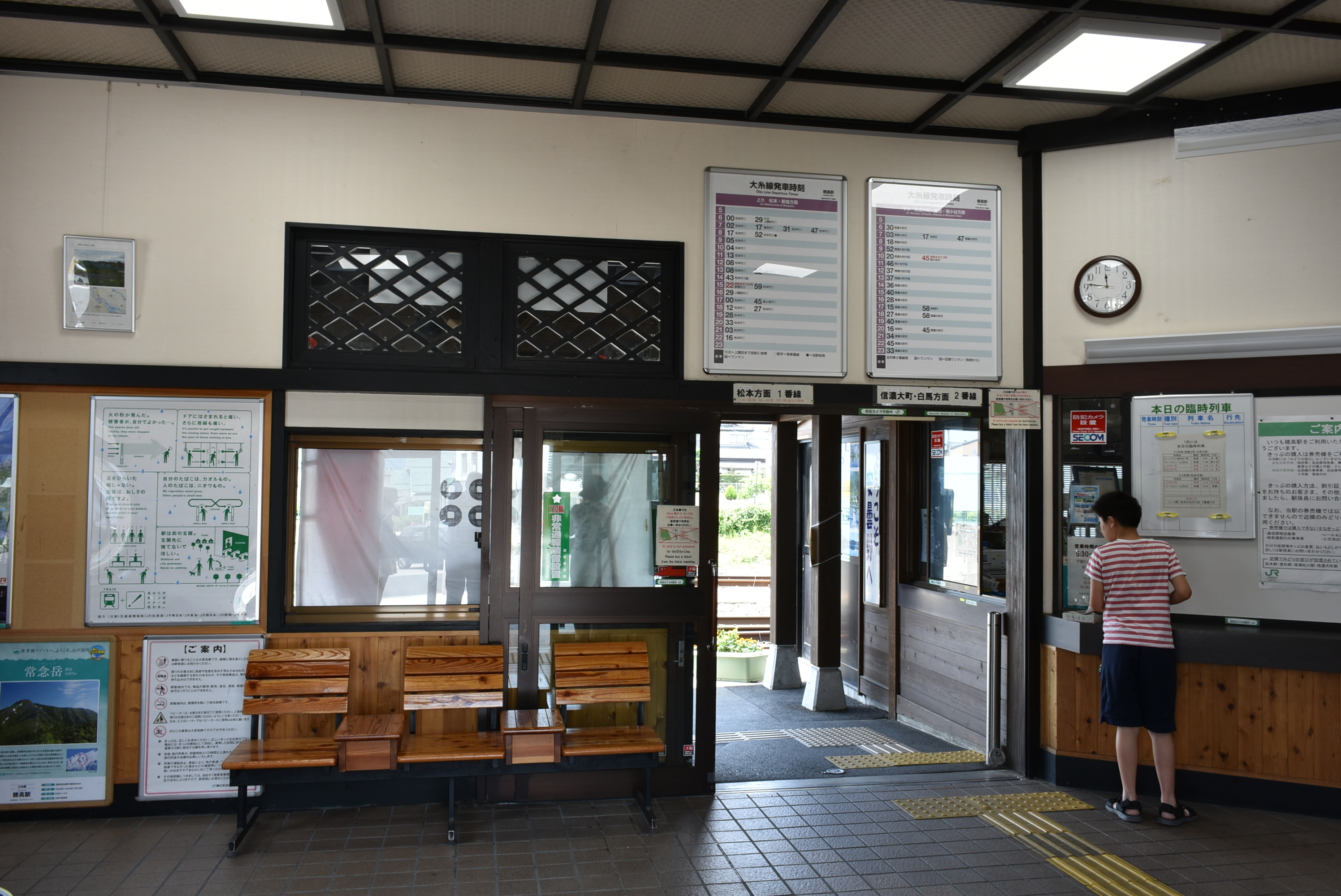
車站大樓內部（2018年7月21日）

### 月台
| 月台 | 路線    | 上下行 | 方向         | 備註                |
| ---- | ------- | ------ | ------------ | ------------------- |
| 1    | ■大糸線 | 上行   | 松本方向     | 部分班次使用2號月台 |
| 2    | ■大糸線 | 下行   | 信濃大町方向 |                     |

參考
特急「梓」在2號月台出發。

## 使用狀況
根據「JR東日本」資料，在2019年度（令和元年度）的1日平均乘車人次為1,109人。
以下為近年乘車人次變化：
| 乘車人次變化       | 乘車人次變化     | 乘車人次變化    |
| 年度               | 1日平均 乘車人次 | 參考資料        |
| ------------------ | ---------------- | --------------- |
| 2000年（平成12年） | 1,392            | [ 利用客数 2 ]  |
| 2001年（平成13年） | 1,348            | [ 利用客数 3 ]  |
| 2002年（平成14年） | 1,365            | [ 利用客数 4 ]  |
| 2003年（平成15年） | 1,344            | [ 利用客数 5 ]  |
| 2004年（平成16年） | 1,350            | [ 利用客数 6 ]  |
| 2005年（平成17年） | 1,318            | [ 利用客数 7 ]  |
| 2006年（平成18年） | 1,289            | [ 利用客数 8 ]  |
| 2007年（平成19年） | 1,275            | [ 利用客数 9 ]  |
| 2008年（平成20年） | 1,237            | [ 利用客数 10 ] |
| 2009年（平成21年） | 1,182            | [ 利用客数 11 ] |
| 2010年（平成22年） | 1,192            | [ 利用客数 12 ] |
| 2011年（平成23年） | 1,260            | [ 利用客数 13 ] |
| 2012年（平成24年） | 1,224            | [ 利用客数 14 ] |
| 2013年（平成25年） | 1,195            | [ 利用客数 15 ] |
| 2014年（平成26年） | 1,123            | [ 利用客数 16 ] |
| 2015年（平成27年） | 1,152            | [ 利用客数 17 ] |
| 2016年（平成28年） | 1,139            | [ 利用客数 18 ] |
| 2017年（平成29年） | 1,118            | [ 利用客数 19 ] |
| 2018年（平成30年） | 1,135            | [ 利用客数 20 ] |
| 2019年（令和元年） | 1,109            | [ 利用客数 1 ]  |

## 車站周邊
由於此站為觀光地點車站，因此在東出口迴旋路周邊設有租賃單車服務、當地周邊地圖（內設觀光資訊板，於Kiosk遺址）和土產店。另外，車站附近設有投幣式儲物箱（車站大樓南邊）和自動販賣機。車站西邊沒有閘口。該處設有農田、待售住宅區、公園和迴旋路。
- 鐵路使用者專用停車場
- 安曇野市觀光資訊中心
- 站西停車場、單車停泊處
- JR變電站
- 國道147號（日语：国道147号）
- 安曇野市政廳（日语：安曇野市役所） 穗高分所（前・穗高町（日语：穂高町）公所）[1]
- 長野縣穗高商業高等學校（日语：長野県穂高商業高等学校）[1]
- 穗高神社[1]
- 井口喜源治紀念館（日语：井口喜源治）[1]
- 等等力家（日语：等々力家）（等等力庭園）
- 碌山美術館（日语：碌山美術館）[1] （車站內設有販賣優惠入場票）
- 東光寺（日语：東光寺 (安曇野市)）

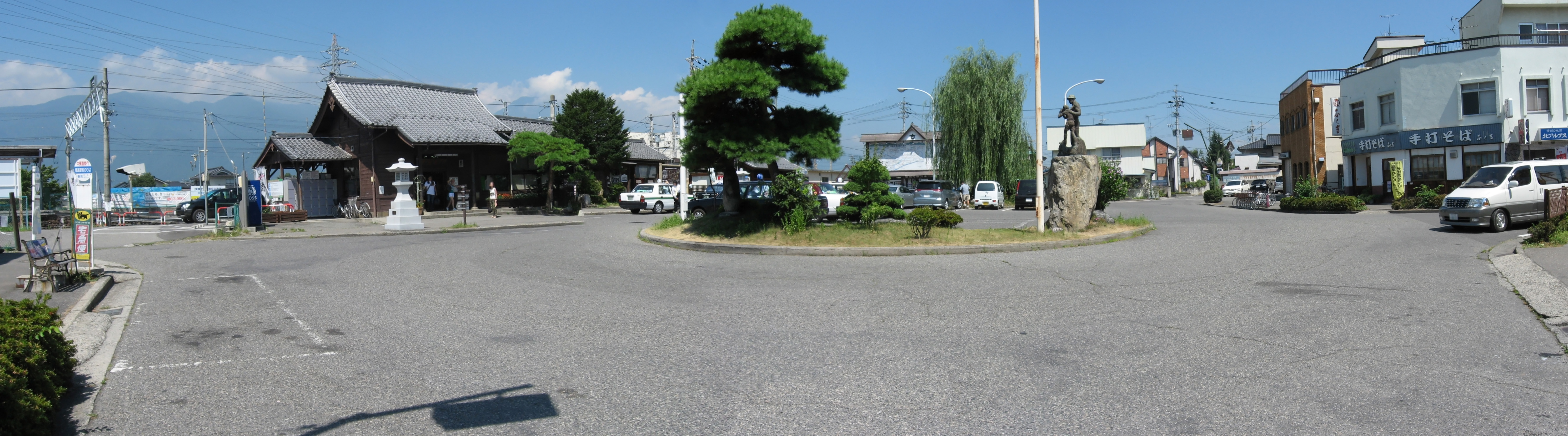
穗高站前
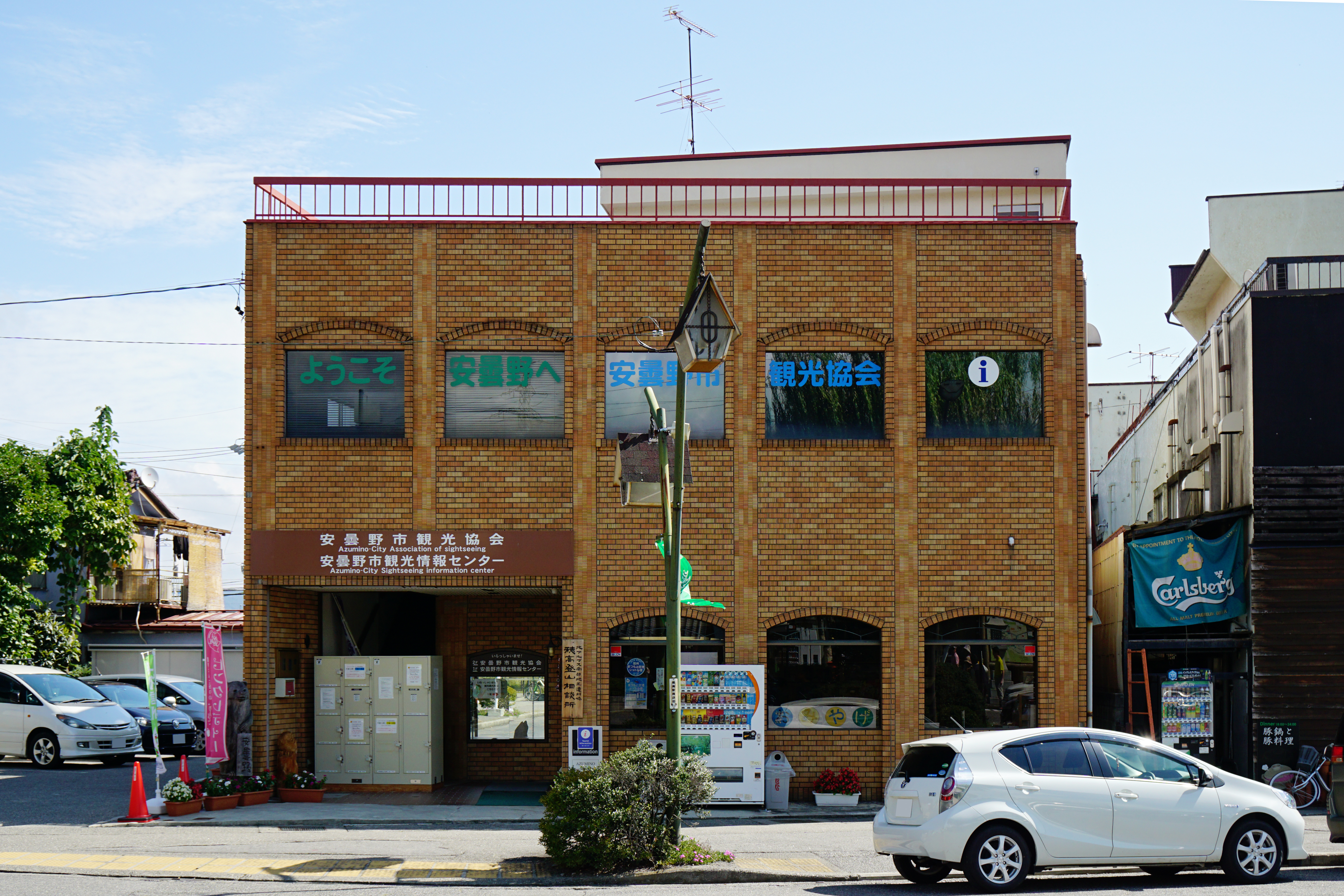
安曇野市觀光資訊中心

## 巴士路線
- 安曇野市營巴士（日语：安曇野市営バス） 定時定路線 穗高站、明科站路線（只有早上和黃昏班次）[13]
- 安曇野市 福祉巴士 前往穗高地域福祉中心[14]
- 安曇野野周遊巴士（日语：あづみ野周遊バス）（季節性服務）[15]
- 中房溫泉行定期巴士（日语：中房温泉#中房温泉行定期バス）（季節性服務）[16]
- 池田町營巴士（日语：池田町営バス (長野県)） 安曇野線[17]
- 信州松本機場 安曇野班次（預約制）[18]
- 前往上田的合乘的士[19]（2018年3月廢止，6月重開）[20][21]

### 高速巴士
乘車處位於此站以東100米。
- 中央高速巴士（日语：中央高速バス）安曇野·白馬線（日语：中央高速バス#安曇野・白馬線）[22][23]
  - 前往Busta新宿（新宿站南出口）
- Sawayaka信州號（日语：さわやか信州号）大阪·京都 - 安曇野·白馬線
  - 前往大阪梅田（阪急三番街高速巴士總站（日语：阪急三番街高速バスターミナル））
- JAMJAM Liner（日语：ジャムジャムエクスプレス）
  - 前往YCAT（日语：横浜シティ・エア・ターミナル）、東京站（季節性服務）

## 相鄰車站
東日本旅客鐵道（JR東日本）
■大糸線
- 特急「梓」停車站

□快速（只有上行1班）、■普通
柏矢町（33）－穗高（32）－有明（31）

## 注腳

### 使用狀況
1. 1 2  各駅の乗車人員（2019年度） （页面存档备份，存于）（日語） - 東日本旅客鐵道
2. ↑  各駅の乗車人員（2000年度） （页面存档备份，存于）（日語） - 東日本旅客鐵道
3. ↑  各駅の乗車人員（2001年度） （页面存档备份，存于）（日語） - 東日本旅客鐵道
4. ↑  各駅の乗車人員（2002年度） （页面存档备份，存于）（日語） - 東日本旅客鐵道
5. ↑  各駅の乗車人員（2003年度） （页面存档备份，存于）（日語） - 東日本旅客鐵道
6. ↑  各駅の乗車人員（2004年度） （页面存档备份，存于）（日語） - 東日本旅客鐵道
7. ↑  各駅の乗車人員（2005年度） （页面存档备份，存于）（日語） - 東日本旅客鐵道
8. ↑  各駅の乗車人員（2006年度） （页面存档备份，存于）（日語） - 東日本旅客鐵道
9. ↑  各駅の乗車人員（2007年度） （页面存档备份，存于）（日語） - 東日本旅客鐵道
10. ↑  各駅の乗車人員（2008年度） （页面存档备份，存于）（日語） - 東日本旅客鐵道
11. ↑  各駅の乗車人員（2009年度） （页面存档备份，存于）（日語） - 東日本旅客鐵道
12. ↑  各駅の乗車人員（2010年度） （页面存档备份，存于）（日語） - 東日本旅客鐵道
13. ↑  各駅の乗車人員（2011年度） （页面存档备份，存于）（日語） - 東日本旅客鐵道
14. ↑  各駅の乗車人員（2012年度） （页面存档备份，存于）（日語） - 東日本旅客鐵道
15. ↑  各駅の乗車人員（2013年度） （页面存档备份，存于）（日語） - 東日本旅客鐵道
16. ↑  各駅の乗車人員（2014年度） （页面存档备份，存于）（日語） - 東日本旅客鐵道
17. ↑  各駅の乗車人員（2015年度） （页面存档备份，存于）（日語） - 東日本旅客鐵道
18. ↑  各駅の乗車人員（2016年度） （页面存档备份，存于）（日語） - 東日本旅客鐵道
19. ↑  各駅の乗車人員（2017年度） （页面存档备份，存于）（日語） - 東日本旅客鐵道
20. ↑  各駅の乗車人員（2018年度） （页面存档备份，存于）（日語） - 東日本旅客鐵道

## 外部連結
- 車站資訊（穗高）：東日本旅客鐵道（日語）